# Liste des sites Ramsar en Géorgie
Cet article recense les zones humides de Géorgie concernées par la convention de Ramsar.

## Statistiques
La convention de Ramsar est entrée en vigueur en Géorgie le 7 juin 1997.
En janvier 2020, le pays compte 2 sites Ramsar, couvrant une superficie de 344,80 km2 (soit environ 0,5% du territoire géorgien).

## Liste
| Site                               | Région                              | Notes                                                                                         | Date           | Superficie (km²) | Altitude (m) | Identifiant Ramsar | Identifiant WDPA | Coordonnées                       | Photo |
| ---------------------------------- | ----------------------------------- | --------------------------------------------------------------------------------------------- | -------------- | ---------------- | ------------ | ------------------ | ---------------- | --------------------------------- | ----- |
| Marais d'Ispani                    | Adjarie                             | Comprend la réserve gérée de Kobouleti (en) et la réserve naturelle stricte de Kobouleti (en) | 7 février 1997 | 7,70             | 2 - 6        | 894                | 129932           | 41° 52′ 01″ nord, 41° 49′ 59″ est |       |
| Zones humides de Kolkheti centrale | Gourie, Mingrélie-et-Haute-Svanétie | Comprend le parc national de Kolkheti                                                         | 7 février 1997 | 337,10           | 0 - 5        | 893                | 129931           | 42° 12′ nord, 41° 42′ est         |       |